# Климатске промене у Африци
Климатске промене у Африци су све озбиљнија претња у Африци која је међу најрањивијим континентима на последице климатских промена. Неки извори чак класификују Африку као „најугроженији континент на Земљи“. Ова рањивост је вођена низом фактора који укључују слаб капацитет прилагођавања, високу зависност од добара екосистема за живот и мање развијене системе пољопривредне производње. Ризици климатских промена по пољопривредну производњу, безбедност хране, водне ресурсе и услуге екосистема вероватно ће имати све теже последице на животе и изгледе за одрживи развој у Африци. ИПЦЦ је 2007. године са великим поверењем предвидео да ће у многим афричким земљама и регионима пољопривредна производња и безбедност хране вероватно бити озбиљно угрожени климатским променама и климатским варијабилностима. Управљање овим ризиком захтева интеграцију стратегија ублажавања и прилагођавања у управљању добрима и услугама екосистема и системима пољопривредне производње у Африци.
Током наредних деценија, загревање услед климатских промена очекује се на скоро целој површини Земље, а глобална средња количина падавина ће се повећати. Тренутно се Африка у просеку загрева брже од остатка света. Велики делови континента могу постати ненастањиви као резултат брзих ефеката климатских промена, које би имале катастрофалне последице по људско здравље, безбедност хране и сиромаштво. Очекује се да ће регионални ефекти на падавине у тропима бити много више просторно променљиви и знак промене на било којој локацији је често мање сигуран, иако се промене очекују. У складу са овим, уочене површинске температуре су генерално порасле у Африци од касног 19. до почетка 21. века за око 1 °C, али локално чак 3 °C за минималну температуру у Сахелу на крају сушне сезоне. Уочени трендови падавина указују на просторна и временска одступања према очекивањима. Уочене промене температуре и падавина варирају регионално.
На пример, Кенија доживљава велику рањивост на утицаје климатских промена. Главне климатске опасности укључују суше и поплаве, а тренутни пројекти предвиђају интензивније и мање предвидљиве падавине. Поред тога, друге пројекције предвиђају пораст температуре за 0,5 до 2 °C. У пренасељеним, урбаним насељима у Најробију, Кенија, услови неформалних насеља или „сламова“ могу да погоршају утицаје климатских промена и ризика од катастрофе. Конкретно, животни услови великих неформалних насеља често стварају топлију „микроклиму“ због материјала за изградњу куће, недостатка вентилације, ретке зелене површине и лошег приступа електричној енергији и другим услугама. Да би се ублажили ризици везани за климатске промене у овим неформалним суседним насељима, биће важно да се ова насеља унапреде кроз интервенције урбаног развоја које су изграђене за климатску отпорност.
У погледу напора за прилагођавање, актери на регионалном нивоу остварују одређени напредак. Ово укључује развој и усвајање неколико регионалних стратегија прилагођавања климатским променама  нпр Политички документ САДЦ-а о климатским промјенама,  и стратегија прилагођавања за сектор вода. Поред тога, постојали су и други напори да се побољша адаптација на климатске промене, као што је Програм за прилагођавање климатским променама, ублажавање последица у источној и јужној Африци (ЦОМЕСА-ЕАЦ-САДЦ).
Као наднационална организација од 55 држава чланица, Афричка унија је изнела 47 циљева и одговарајућих акција у нацрту извештаја из 2014. за борбу и ублажавање климатских промена на континенту. Генерални секретар Уједињених нација је такође изјавио потребу за блиском сарадњом са Афричком унијом у борби против климатских промена, у складу са циљевима одрживог развоја УН. Уједињене нације процењују да би, с обзиром на пораст становништва на континенту, било потребно годишње финансирање од 1,3 трилиона долара за постизање циљева одрживог развоја у Африци. Међународни монетарни фонд такође процењује да би 50 милијарди долара могло бити потребно само за покривање трошкова климатске адаптације.

## Утицаји на природну средину

### Температура и временске промене
Уочене површинске температуре су генерално порасле у Африци од касног 19. до почетка 21. века за око 1 °C, али локално чак 3 °C за минималну температуру у Сахелу на крају сушне сезоне. Уочени трендови падавина указују на просторна и временска одступања према очекивањима. Уочене промене температуре и падавина варирају регионално.
Студија из 2019. предвидела је повећање дужине сушног периода током влажних сезона и повећање екстремних стопа падавина у Африци. Другим речима: „на оба краја афричких временских екстрема ће се погоршати”. Истраживање је показало да већина климатских модела неће моћи да обухвати обим ових промена јер не дозвољавају конвекцију на њиховим грубим скалама мреже.

### Водни ресурси
Квалитет и доступност воде су се погоршали у већини подручја Африке, посебно због климатских промјена. Водни ресурси су рањиви и имају могућност да буду под јаким утицајем климатских промена са огромним последицама на људска друштва. ИПЦЦ предвиђа да ће се милиони људи у Африци упорно суочавати са повећаним стресом воде због климатских варијабилности и промена ( ИПЦЦ 2013). Промене у обрасцима падавина директно утичу на површинско отицање и доступност воде. Свака промена хидролошког циклуса може имати значајан утицај на речне сливове Африке. Да би се побољшало разумевање прошлих и будућих промена у доступности воде услед климатских промена, ИПЦЦ (ИПЦЦ 2013) препоручује коришћење технике динамичког смањења. ИПЦЦ 2013 је предложио коришћење координисаних регионалних климатских модела (ЦОРДЕКС) који раде на максимално 50 km резолуције, резолуција која се користи зависи од величине слива и покривености подручја метеоролошким записима. Међутим, пре употребе симулација климе из динамичког смањења, прикладно је проценити њихов учинак на различитим просторним скалама пошто се њихов учинак разликује од једне локације до друге и од једног РЦМ-а до другог.
Климатске промене ће вероватно додатно погоршати водоснабдевање широм Африке – на пример басен Руфији у Танзанији  – због разноликости коришћења земљишта и сложених друштвено-политичких изазова.

## Утицаји на људе
Климатске промене ће све више утицати на Африку због многих фактора. Ови утицаји се већ осећају и повећаће се ако се не предузму мере за смањење глобалних емисија угљеника. Утицаји укључују више температуре, сушу, промену образаца падавина и повећану варијабилност климе. Ови услови утичу на производњу и потрошњу енергије. Недавна суша у многим афричким земљама, која је повезана са климатским променама, негативно је утицала и на енергетску безбедност и на економски раст широм континента.
Африка ће бити један од региона који ће највише утицати на негативне ефекте климатских промена. Разлози за рањивост Африке су различити и укључују низак ниво адаптивног капацитета, лошу дифузију технологија и информација релевантних за подршку адаптацији и високу зависност од агро-екосистема за живот. Многе земље широм Африке су класификоване као најнеразвијене земље (ЛДЦ) са лошим социо-економским условима, и импликације су суочене са посебним изазовима у одговору на утицаје климатских промена.
Изражени ризици идентификовани за Африку у Петом извештају о процени ИПЦЦ- а односе се на екосистеме, доступност воде и пољопривредне системе, са импликацијама на безбедност хране.

### Економски утицаји

#### Пољопривреда
Пољопривреда је посебно важан сектор у Африци, који доприноси егзистенцији и економији широм континента. У просеку, пољопривреда у подсахарској Африци доприноси 15% укупног БДП-а. Географија Африке је чини посебно рањивом на климатске промене, а 70% становништва се ослања на пољопривреду која се храни кишом за живот. Мала газдинства чине 80% култивисаног земљишта у подсахарској Африци. ИПЦЦ је 2007. године предвидео да ће климатска варијабилност и промене озбиљно угрозити пољопривредну продуктивност и приступ храни. ‍:13Овој пројекцији је додељено "високо поверење". Системи усева, сточарство и рибарство биће изложени већем ризику од штеточина и болести као резултат будућих климатских промена. Штеточине усева већ чине приближно 1/6 губитака продуктивности на фарми. Климатске промене ће убрзати преваленцију штеточина и болести и повећати појаву веома утицајних догађаја. Утицај климатских промена на пољопривредну производњу у Африци имаће озбиљне импликације на безбедност хране и средства за живот. Између 2014. и 2018. Африка је имала највиши ниво несигурности хране у свету.
Што се тиче пољопривредних система, велико ослањање на пољопривреду која се храни кишом и слабо усвајање климатски паметних пољопривредних пракси доприносе високом нивоу угрожености сектора. Ситуација је погоршана лошом поузданошћу климатских података и информација за подршку акцијама прилагођавања и приступом њима. Уочени и пројектовани поремећаји у обрасцима падавина услед климатских промена ће вероватно скратити сезону раста и утицати на принос усева у многим деловима Африке. Штавише, пољопривредним сектором у Африци доминирају мали фармери са ограниченим приступом технологији и ресурсима за прилагођавање.
Климатска варијабилност и промене биле су и настављају да буду главни извор флуктуација у глобалној производњи хране у земљама у развоју у којима производња у великој мери зависи од кише. Сектор пољопривреде је осетљив на варијабилност климе,  посебно на међугодишњу варијабилност падавина, температурних образаца и екстремних временских појава (суше и поплаве). Предвиђа се да ће се ови климатски догађаји повећати у будућности и да ће имати значајне последице по сектор пољопривреде. Ово би имало негативан утицај на цене хране, безбедност хране и одлуке о коришћењу земљишта. Приноси од кишне пољопривреде у неким афричким земљама могли би да буду смањени и до 50% до 2020. године  Да би се спречио будући деструктивни утицај климатске варијабилности на производњу хране, кључно је прилагодити или предложити могуће политике за суочавање са повећаном варијабилности климе. Афричке земље треба да изграде национални правни оквир за управљање ресурсима хране у складу са предвиђеном климатском варијабилности. Међутим, пре осмишљавања политике за суочавање са утицајима климатске варијабилности, посебно на сектор пољопривреде, од кључне је важности да се јасно разуме како климатска варијабилност утиче на различите усеве хране. Ово је посебно релевантно 2020. године због озбиљне инвазије скакаваца која негативно утиче на пољопривреду у источној Африци. Инвазија је делимично приписана климатским променама – топлијој температури и обилнијим падавинама које су изазвале ненормалан пораст броја скакаваца.
У источној Африци се очекује да ће климатске промене интензивирати учесталост и интензитет суша и поплава, што може имати негативан утицај на пољопривредни сектор. Климатске промене ће имати различите ефекте на пољопривредну производњу у источној Африци. Истраживање Међународног института за истраживање политике хране (ИФПРИ) указује на повећање приноса кукуруза за већину источне Африке, али губитке приноса у деловима Етиопије, Демократске Републике Конго (ДРЦ), Танзаније и северне Уганде. Такође се предвиђа да ће пројекције климатских промена смањити потенцијал обрађеног земљишта за производњу усева високе количине и квалитета.
Очекује се да ће климатске промене у Кенији имати велики утицај на пољопривредни сектор, који се претежно храни кишом и стога је веома рањив на промене температуре и обрасца падавина, као и на екстремне временске прилике. Утицаји ће вероватно бити посебно изражени у аридним и полусушним земљама (АСАЛ) где је сточарска производња кључна економска активност и животна активност. У АСАЛ-има, преко 70% морталитета стоке је последица суше. Током наредних 10 година, 52% АСАЛ популације говеда је у опасности од губитка због екстремног температурног стреса.
Климатске промене ће погоршати рањивост пољопривредног сектора у већини земаља јужне Африке које су већ ограничене лошом инфраструктуром и заостајањем у технолошким инпутима и иновацијама. Кукуруз чини скоро половину култивисаног земљишта у јужној Африци, а под будућим климатским променама, приноси би се могли смањити за 30%. Повећање температуре такође подстиче широко ширење корова и штеточина.
Климатске промене ће значајно утицати на пољопривреду у западној Африци повећањем варијабилности у производњи хране, доступности и доступности.
Очекује се да ће већи интензитет падавина, продужене сушне периоде и високе температуре негативно утицати на производњу маниоке, кукуруза и пасуља у Централној Африци. Очекује се да ће поплаве и ерозија оштетити већ ограничену транспортну инфраструктуру у региону што ће довести до губитака након жетве. Извоз економских усева као што су кафа и какао је у порасту у региону, али су ови усеви веома осетљиви на климатске промене. Конфликти и политичка нестабилност утицали су на допринос пољопривреде регионалном БДП-у и овај утицај ће бити погоршан климатским ризицима.
Афрички бруто домаћи производ (БДП) могао би пасти за 2% као резултат 1 °C пораст просечне светске температуре, и за 12% као резултат 4 °C пораст температуре. Очекује се да ће се приноси усева драстично смањити као резултат пораста температура и повећања вероватноће суше на целом континенту. Поред тога, очекује се да ће обилне кише падати чешће и интензивније широм Африке, повећавајући ризик од поплава.

#### Енергија
Са повећањем становништва и одговарајућом потражњом за енергијом, енергетска сигурност се мора позабавити јер је енергија кључна за одрживи развој. Климатске промене су утицале на енергетске секторе у Африци јер многе земље зависе од производње хидроенергије. Смањење нивоа падавина и суша довели су до нижих нивоа воде у бранама са негативним утицајима на производњу хидроенергије. Ово је резултирало ниском производњом електричне енергије, високим трошковима електричне енергије и нестанка струје или смањењем оптерећења у неким афричким земљама које зависе од производње хидроелектричне енергије. Поремећаји у производњи хидроенергије негативно су утицали на различите секторе у земљама као што су Гана, Уганда, Кенија и Танзанија.

### Утицаји на здравље
Афричке земље имају најмање ефикасне системе јавног здравља на свету. Оптерећење заразним болестима као што су маларија, шистосомијаза, денга грозница, менингитис, које су осетљиве на климатске утицаје, највеће су у региону подсахарске Африке. На пример, преко 90 процената годишњих глобалних случајева маларије је у Африци. Промене климе ће утицати на ширење инфективних агенаса, као и на склоност људи према овим инфекцијама.
Према Шестом извештају о процени ИПЦЦ-а, климатске промене представљају значајну претњу по здравље десетина милиона Африканаца, јер их излажу неоптималним температурама, екстремним временским приликама и повећаном опсегу и стопи преноса заразних болести.
Климатске промене, које резултирају повећањем температура, олујама, сушама и порастом нивоа мора, утицаће на учесталост и дистрибуцију заразних болести широм света.
У јулу 2021, Светски програм за храну (ВФП) окривио је текућу кризу са храном на југу Мадагаскара као узроковану искључиво климатским променама, а не ратом или сукобом. Проглашено је да је то прва глад изазвана климатским променама.

#### Маларија
У Африци маларија и даље има драматичне ефекте на становништво. Како се климатске промене настављају, специфична подручја која ће вероватно доживети пренос маларије са високим ризиком током целе године ће се померити са обале Западне Африке у област између Демократске Републике Конго и Уганде, позната као Афричко горје.
Научна ограничења при испитивању променљивих стопа преноса маларије у афричком висоравни слична су онима која се односе на шире разумевање климатских промена и маларије. Док моделирање са променама температуре показује да постоји веза између повећања температуре и повећања преношења маларије, ограничења и даље постоје. Будуће промене становништва које утичу на густину насељености, као и промене у понашању комараца, могу утицати на стопе преношења и ограничавајући су фактори у одређивању будућег ризика од избијања маларије, што такође утиче на планирање за исправну припрему одговора на епидемију.

### Утицаји на сукобе и миграције
Програм Уједињених нација за животну средину направио је постконфликтну процену животне средине Судана 2007. Према овом извештају, еколошки стресови у Судану су међусобно повезани са другим друштвеним, економским и политичким питањима, као што су расељавање становништва и конкуренција око природних ресурса. Сматрало се да су регионалне климатске промене, кроз смањење падавина, биле један од фактора који су допринели сукобу у Дарфуру. Заједно са другим питањима животне средине, климатске промене би могле негативно утицати на будући развој Судана. Једна од препорука УНЕП-а била је да међународна заједница помогне Судану у прилагођавању климатским променама.

## Мере прилагођавања
Да би се смањили утицаји климатских промена на афричке земље, потребне су мере прилагођавања  на више нивоа – од локалног до националног и регионалног нивоа. Прва генерација пројеката адаптације у Африци може се у великој мери окарактерисати као мала по природи, фокусирана на циљана улагања у пољопривреду и ширење технологија за подршку адаптивном доношењу одлука. У скорије време, програмски напори су се преоријентисали на веће и координисаније напоре, бавећи се питањима која обухватају више сектора.
Побољшана технологија временске прогнозе у подсахарској Африци је важна за информисање о одговору на климатске промене,  да би се помогло доношењу одлука повезаних са прилагођавањем на климатске промене, на пример.
Током 21. Конференције страна (ЦОП) 2015. године, шефови афричких држава покренули су Афричку иницијативу за адаптацију (ААИ). Управни одбор ААИ се састоји од Бироа Афричке министарске конференције за животну средину (АМЦЕН) и председавајућег Афричке групе преговарача (АГН).
Током 21. Конференције страна (ЦОП) 2015. године, шефови афричких држава покренули су Афричку иницијативу за адаптацију (ААИ). Управни одбор ААИ се састоји од Бироа Афричке министарске конференције за животну средину (АМЦЕН) и председавајућег Афричке групе преговарача (АГН).
На регионалном нивоу, регионалне политике и акције које подржавају прилагођавање широм Африке су још увек у повоју. Пети извештај о процени ИПЦЦ-а (АР5) истиче примере различитих регионалних акционих планова за климатске промене, укључујући оне које су развили Јужноафричка заједница за развој (САДЦ) и Одбор за басен језера Викторија. На националном нивоу, многе иницијативе за рану адаптацију су координисане кроз националне акционе програме прилагођавања (НАПА) или националне стратегије одговора на климатске промене (НЦЦРС). Међутим, имплементација је била спора, са мешовитим успехом у испоруци. Интеграција климатских промјена са ширим економским и развојним планирањем остаје ограничена, али расте.
На поднационалном нивоу, многе покрајинске и општинске власти такође развијају сопствене стратегије, на пример Стратегију одговора на климатске промене Западног Кејпа. Ипак, нивои техничких капацитета и расположивих ресурса за спровођење планова су генерално ниски. Широм Африке је велика пажња посвећена имплементацији пројеката адаптације у заједници. Постоји широка сагласност да се подршка прилагођавању на локалном нивоу најбоље постиже почевши од постојећих локалних капацитета за прилагођавање и ангажовањем са домаћим знањем и праксама.
ИПЦЦ истиче низ успешних приступа за промовисање ефективне адаптације у Африци, наводећи пет заједничких принципа. Они укључују:
1. Јачање подршке аутономним облицима прилагођавања;
2. Повећање пажње на културна, етичка и права разматрања адаптације (нарочито кроз активно учешће жена, младих и сиромашних и рањивих људи у активностима прилагођавања);
3. Комбиновање опција „меког пута“ и флексибилних и итеративних приступа учењу са технолошким и инфраструктурним приступима (укључујући интеграцију научног, локалног и домаћег знања у развоју стратегија прилагођавања)
4. Фокусирање на повећање отпорности и имплементацију опција прилагођавања са малим жаљењем; и
5. Изградња адаптивног управљања и подстицање процеса друштвеног и институционалног учења у активности прилагођавања.

Извештај Светске здравствене организације „Прилагођавање климатским променама у Африци План акције за здравствени сектор 2012–2016.“  има за циљ да „пружи свеобухватан и на доказима заснован координирани одговор здравственог сектора на потребе прилагођавања климатским променама афричке земље како би подржале обавезе и приоритете афричких влада.“  Акциони план укључује циљеве као што су повећање активности јавног здравља, координација напора на међународном нивоу, јачање партнерстава и заједничких напора и промовисање истраживања како о ефектима климатских промена, тако и ефикасних мера предузетих у локалним заједницама за ублажавање последица климатских промена.Према Међународном монетарном фонду (ММФ), подсахарској Африци је потребно 30-50 долара милијарди додатних средстава сваке године за прилагођавање ефектима климатских промена.
Према студији Европске инвестиционе банке Банкарство у Африци 2021, афричке институције постају све свјесније потребе да се позабаве опасностима које представљају климатске промјене и почињу да искориштавају могућности зеленог финансирања. На пример, 54% испитаних банака у студији видело је климатске промене као стратешку бригу, а више од 40% је имало људе који су се фокусирали на фронтове везане за климу. Подсахарске афричке банке повећавају своју дигиталну понуду, што је убрзала пандемија ЦОВИД-19. Већина анкетираних банака изјавила је да је пандемија убрзала брзину дигиталне трансформације и да ће та промена бити трајна.
Сиромашни и рањиви су најподложнији, а највероватније ће највише патити радници мигранти, избеглице и друге маргинализоване групе. БДП по глави становника се вероватно неће вратити на ниво из 2019. до 2024. године, уз ризик да ће се смањити, а криза је преокренула предвиђени пад броја сиромашних, према ММФ-у.
У поређењу са прогнозама прије кризе, ово би могло довести до тога да додатних 30 милиона људи у подсахарској Африци живи у екстремном сиромаштву до 2021. године, као и додатних девет милиона у области Блиског истока и Северне Африке (МЕНА).

### Мере прилагођавања северне Африке
Кључне адаптације у северној Африци односе се на повећан ризик од несташице воде (која је резултат комбинације климатских промена које утичу на доступност воде и повећање потражње). Смањена доступност воде, заузврат, утиче на повећање температуре да би створила потребу за прилагођавањем производње пшенице која се храни кишом  и променљивим ризиком од болести (на пример од лајшманијазе). Већина владиних акција за адаптацију центрира се на страни водоснабдевања, на пример кроз десалинизацију, трансфере између сливова и изградњу брана. Такође је примећено да миграција делује као адаптација за појединце и домаћинства у северној Африци. Међутим, као и у многим регионима, примери акције прилагођавања (за разлику од намере да се делује или процене рањивости) из северне Африке су ограничени – систематски преглед објављен 2011. показао је да је само 1 од 87 примера пријављених адаптација дошао из Северне Африке.

### Мере прилагођавања западне Африке
Доступност воде је посебан ризик у западној Африци, са екстремним догађајима као што је суша која доводи до хуманитарних криза повезаних са периодичним глађу, несигурношћу хране, расељавањем становништва, миграцијама и сукобима и несигурношћу. Стратегије прилагођавања могу бити еколошке, културне/агрономске и економске.
Стратегије прилагођавања су евидентне у сектору пољопривреде, од којих неке развијају или промовишу формалне истраживачке или експерименталне станице. Аутохтоне пољопривредне адаптације уочене у северној Гани су везане за усеве, земљиште или укључују културне праксе. Пољопривредне адаптације засноване на сточарству обухватају аутохтоне стратегије као што су прилагођавање количине хране за исхрану стоке, складиштење довољно хране током периода обилности да би се стока хранила током мршаве сезоне, лечење рана раствором одређене коре дрвећа и чување локалних раса које већ су прилагођени клими северне Гане;  и технологије сточарске производње које укључују узгој, здравље, сточну храну/исхрану и смештај.
Стратегије прилагођавања су евидентне у сектору пољопривреде, од којих неке развијају или промовишу формалне истраживачке или експерименталне станице. Аутохтоне пољопривредне адаптације уочене у северној Гани су везане за усеве, земљиште или укључују културне праксе. Пољопривредне адаптације засноване на сточарству обухватају аутохтоне стратегије као што су прилагођавање количине хране за исхрану стоке, складиштење довољно хране током периода обилности да би се стока хранила током мршаве сезоне, лечење рана раствором одређене коре дрвећа и чување локалних раса које већ су прилагођени клими северне Гане;  и технологије сточарске производње које укључују узгој, здравље, сточну храну/исхрану и смештај.

### Мере прилагођавања источне Африке
У источној Африци опције прилагођавања су различите, укључујући побољшање коришћења климатских информација, акције у сектору пољопривреде и сточарства, као и у сектору вода.
Боље коришћење климатских и временских података, временске прогнозе и других алата за управљање омогућава правовремено информисање и спремност људи у секторима као што је пољопривреда који зависе од временских прилика. То значи савладавање хидрометеоролошких информација и система раног упозорења. Тврдило се да аутохтоне заједнице поседују знање о историјским климатским променама кроз знакове животне средине (нпр. појава и миграција одређених птица, лептира итд.), те се стога промовисање домородачког знања сматра важном стратегијом прилагођавања.
Адаптација у пољопривредном сектору обухвата повећану употребу стајњака и ђубрива специфичних за усеве, коришћење отпорних сорти усева и раних усева. Сматра се да стајњак, а посебно животињско ђубриво задржава воду и има есенцијалне микробе који разграђују хранљиве материје чинећи их доступним биљкама, у поређењу са синтетичким ђубривима која имају једињења која када се испусте у животну средину услед прекомерне употребе ослобађају гасове стаклене баште. Једна велика рањивост пољопривредног сектора у источној Африци је зависност од кишне пољопривреде. Решење за адаптацију су ефикасни механизми за наводњавање и ефикасно складиштење и коришћење воде. Наводњавање кап по кап је посебно идентификовано као опција која штеди воду јер усмерава воду до корена биљке уз минимални губитак. Земље попут Руанде и Кеније дале су приоритет развоју подручја наводњавања гравитационим системима воде из вишегодишњих потока и река у зонама осетљивим на дуготрајне суше. Током јаких киша, многа подручја доживљавају поплаве које су резултат голог тла због крчења шума и малог покривача земље. Стратегије прилагођавања предложене за ово су промовисање напора за очување у заштити земљишта, садњом аутохтоног дрвећа, заштитом водопривредних подручја и управљањем пашњацима кроз зонирање.
За сектор сточарства, опције прилагођавања укључују управљање производњом кроз одрживо управљање земљиштем и пашњацима у екосистемима. Ово укључује промовисање метода производње сена и сточне хране, нпр. кроз наводњавање и коришћење отпадне воде, и фокусирање на улагање у складиштење сена за коришћење током сушних сезона. Чување стоке се сматра за живот, а не за економску активност. Широм земаља источне Африке, посебно у регионима АСАЛ-а, тврди се да је промовисање комерцијализације стоке опција прилагођавања. Ово укључује усвајање економских модела у производњи сточне хране, следљивост животиња, промовисање потражње за сточним производима као што су месо, млеко и кожа и повезивање са нишним тржиштима ради унапређења пословања и обезбеђења расположивог прихода.
У сектору вода, опције укључују ефикасно коришћење воде за домаћинства, животиње и индустријску потрошњу и заштиту извора воде. Кампање као што су садња аутохтоног дрвећа у сливним подручјима, контрола људских активности у близини сливних подручја, посебно пољопривреда и насеља, спроведене су како би се помогло у заштити водних ресурса и омогућио приступ води за заједнице, посебно током климатских шокова.
Комори – „НАПА је оперативно проширење Стратешког документа за смањење сиромаштва (ПРСП), јер међу приоритете прилагођавања укључује пољопривреду, рибарство, воду, становање, здравство, али и туризам, на индиректан начин, кроз реконституцију слива. падина и борба против ерозије земљишта, а самим тим и заштита гребена ограничавањем замућења теригеним доприносима. "
Кенија је објавила Закон о климатским промјенама из 2016. који успоставља овлаштење за надзор развоја, управљања, имплементације и регулације механизама за побољшање отпорности на климатске промјене и нискоугљичног развоја за одрживи развој, од стране националних и жупанијских влада, приватног сектора, цивилног друштва, и други актери. Кенија је такође развила Национални акциони план за климатске промене (НЦЦАП 2018–2022 Архивирано 23 децембар 2019 на сајту  ) који има за циљ да унапреди развојне циљеве земље обезбеђивањем механизама и мера за постизање развоја отпорног на климу са ниским емисијама угљеника на начин који даје приоритет прилагођавању.

### Мере прилагођавања Централне Африке
Ангола – „Циљ Националног акционог програма прилагођавања је да идентификује и саопшти хитне и непосредне потребе земље у вези са прилагођавањем на климатске промене, да повећа отпорност Анголе на климатске варијације и климатске промене како би се обезбедило постизање одрживих програма за смањење сиромаштва. развојним циљевима и Миленијумским циљевима развоја којима следи Влада“.

### Мере прилагођавања јужне Африке
Постојало је неколико иницијатива на локалном (специфично за локацију), локалном, националном и регионалном нивоу са циљем јачања климатских промена. Неки од њих су: Регионални програм климатских промена (РЦЦП),  САССЦАЛ,  АССАР,  УНДП адаптација на климатске промене,  РЕСИЛИМ,  ФРАЦТАЛ. Јужна Африка је спровела Водећи истраживачки програм дугорочних сценарија (ЛТАС) од априла 2012. до јуна 2014. године. Ово истраживање је такође произвело листове са чињеницама и технички извештај који покрива регион САДЦ-а под називом „Прилагођавање климатским променама: Перспективе за заједницу за развој јужне Африке (САДЦ)“.
Мадагаскар – приоритетни сектори за прилагођавање су: пољопривреда и сточарство, шумарство, јавно здравство, водни ресурси и обална подручја.
Малави – НАПА идентификује следеће активности високог приоритета за прилагођавање: „Побољшање отпорности заједнице на климатске промене кроз развој одрживог руралног живота, Обнављање шума у сливовима Горње и Доње долине Схире како би се смањио муљ и повезани проблеми са протоком воде, Побољшање пољопривреде производња под несталним кишама и променљивим климатским условима, побољшање спремности Малавија да се носи са сушама и поплавама, и побољшање праћења климе да би се побољшала способност Малавија за рано упозоравање и доношење одлука и одрживо коришћење ресурса језера Малави и обалних подручја  “.
Маурицијус – адаптација треба да се бави следећим приоритетним областима: обални ресурси, пољопривреда, водни ресурси, рибарство, здравље и благостање, промена коришћења земљишта и шумарство и биодиверзитет.
Мозамбик – „Предложене иницијативе за адаптацију циљају различите области економског и друштвеног развоја, и наводе пројекте који се односе на смањење утицаја на природне катастрофе, креирање мера прилагођавања на климатске промене, борбу против ерозије тла у областима велике дезертификације и приобалним зонама., пошумљавање и управљање водним ресурсима. "
Руанда је развила Национални програм акције прилагођавања (НАПА 2006) који садржи информације за усмеравање креатора националних политика и планера о приоритетним рањивостима и прилагођавањима у важним економским секторима. Земља је такође развила секторске политике прилагођавања климатским променама, као што су Визија 2020, Национална политика животне средине и Пољопривредна политика, између осталог.
Танзанија Танзанија је навела приоритетне мере прилагођавања у свом НАПА-у и различитим националним секторским стратегијама и резултатима истраживања. НАПА је била успешна у подстицању укључивања климатских промена у секторске политике у Танзанији; међутим, међусекторска сарадња кључна за имплементацију стратегија прилагођавања остаје ограничена због институционалних изазова као што су неуравнотеженост моћи, буџетска ограничења и укоријењени секторски приступ. Већина пројеката у Танзанији тиче се пољопривреде и управљања водним ресурсима (наводњавање, уштеда воде, сакупљање кишнице); међутим, енергетика и туризам такође играју важну улогу. 
Замбија – „НАПА идентификује 39 хитних потреба за адаптацијом и 10 приоритетних области у оквиру сектора пољопривреде и безбедности хране (стока, рибарство и усеви), енергије и воде, здравља људи, природних ресурса и дивљих животиња  “
Зимбабве – „Друге стратешке интервенције НАП процеса ће бити: Јачање улоге приватног сектора у планирању адаптације, Јачање капацитета Владе за развој пројеката исплативих кроз обуке, Побољшање управљања позадинским климатским информацијама како би се информисало о планирању климатских промена, Израда проактивна стратегија мобилизације ресурса за идентификацију и аплицирање за међународно финансирање климатских промјена, будући да су захтјеви за фондовима тренутно реактивни, фокусирајући се на хитну помоћ, а не на смањење ризика од климатских промјена, спремност и прилагођавање, Развијање координиране политике праћења и евалуације програма и пројеката, пошто многе институције у оквиру владе тренутно немају систематски приступ праћењу и евалуацији . "
Лесото – „Кључни циљеви НАПА процеса подразумевају: идентификацију заједница и средстава за живот који су најугроженији на климатске промене, генерисање листе активности које би чиниле језгро националног акционог програма прилагођавања и преношење непосредних и хитних потреба земље и приоритети за изградњу капацитета за прилагођавање климатским променама  "
Намибија – кључне теме за прилагођавање су „Безбедност хране и одржива база биолошких ресурса, база одрживих водних ресурса, здравље и благостање људи и развој инфраструктуре.
Јужна Африка – усвојила је у августу 2020. своју Националну стратегију прилагођавања климатским променама,  која „делује као заједничка референтна тачка за напоре прилагођавања климатским променама у Јужној Африци, и пружа платформу на којој се национални циљеви прилагођавања климатским променама за земљу може артикулисати тако да пружи свеобухватне смернице свим секторима привреде  "